# Wallingford (Seattle)

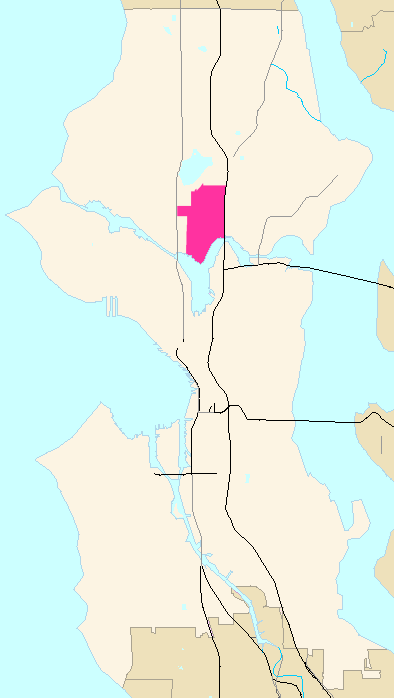
Locatie in Seattle

Wallingford is een buurt in noord centraal Seattle, Washington. De buurt is genoemd naar John Noble Wallingford (overleden 1913), die hier in 1888 een stuk grond aanschafde. Het gebied grenst aan Lake Union.